# Leptodactylus marmoratus
Leptodactylus marmoratus é uma espécie de anfíbio da família Leptodactylidae. Endêmica do Brasil, pode ser encontrada nos estados de Minas Gerais, Rio de Janeiro, São Paulo e Paraná.